# Kastoria
Kastoria (gr. Καστοριά) – miasto w północno-zachodniej Grecji, w Górach Dynarskich, nad jeziorem Kastoria, w administracji zdecentralizowanej Epir-Macedonia Zachodnia, w regionie Macedonia Zachodnia, w jednostce regionalnej Kastoria. Siedziba gminy Kastoria. W 2011 roku liczyło 13 387 mieszkańców.
Miasto tradycyjnie słynęło z wyrobu futer, zapełniających także komisy PRL. Przemysł ten i rzemiosło zaczęły podupadać w ostatnich dziesięcioleciach XX wieku. W mieście znajduje się ponadto port lotniczy Kastoria.

## Zabytki oraz interesujące miejsca

### Agíi Anárgiri
Kościół pod wezwaniem św. Kosmy i Damiana, powstał w X wieku. We wnętrzu kościoła znajdują się freski z XII wieku w stylu macedońskim.

### Ágios Stéfanos

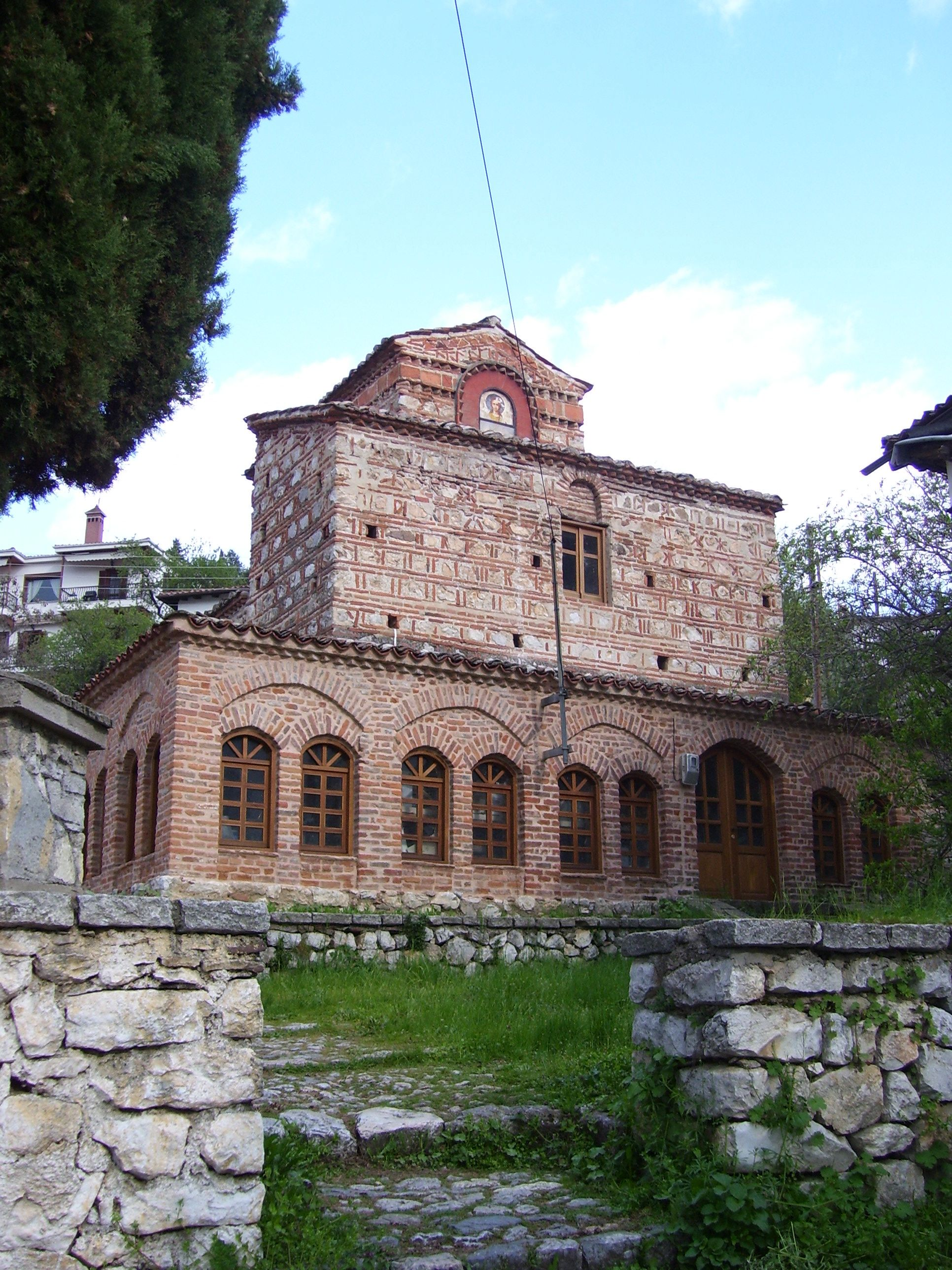
Kościół św. Stefana

W świątyni znajdują się trzy różne warstwy malarstwa ściennego, które powstały w IX a XII wieku. W XIV wieku wnętrze zostało poprawione.

### Panagía i Koumbelídiki
Kościół Matki Boskiej, powstał w XI wieku. We wnętrzu kościoła znajdują się freski z XIV wieku, a na zewnątrz malowidła z XV wieku.

### Panagía Mavriótissa
Klasztor znajduje się nad jeziorem przy nadbrzeżnej drodze. We wnętrzu znajdują się freski z XII wieku.

### Muzeum Bizantyńskie
W muzeum znajduje się ponad 80 ikon z całego miasta, a najstarsza pochodzi z XII wieku.

### Muzeum Etnograficzne
Muzeum stoi w starej dzielnicy miasta, Archontikó Nerántzis Aivázsis. Budynek został zbudowany w XVII wieku przez najbogatszego handlarza futrami.